# Oxe
Oxe is een Nederlandse buurtschap en een voormalige marke in het schoutambt Colmschate, later gemeente Diepenveen. Het maakt sinds 1974 samen met  Colmschate deel uit van de gemeente Deventer.
Het agrarische Oxe grenst aan de west- en zuidkant met de Dortherbeek aan het Gelderse Epse, aan de oostkant aan de Bathmense buurtschap Dortherhoek, en aan de noordkant aan A1 en de Schipbeek, waarboven verschillende Colmschater nieuwbouwwijken en de buurtschap De Bannink liggen.
Landgoed Oxerhof aan de oostkant behoorde tot 1650 tot de Hertog van Gelre, waarna het bij de schoutambt Colmschate kwam.

## Afbeeldingen

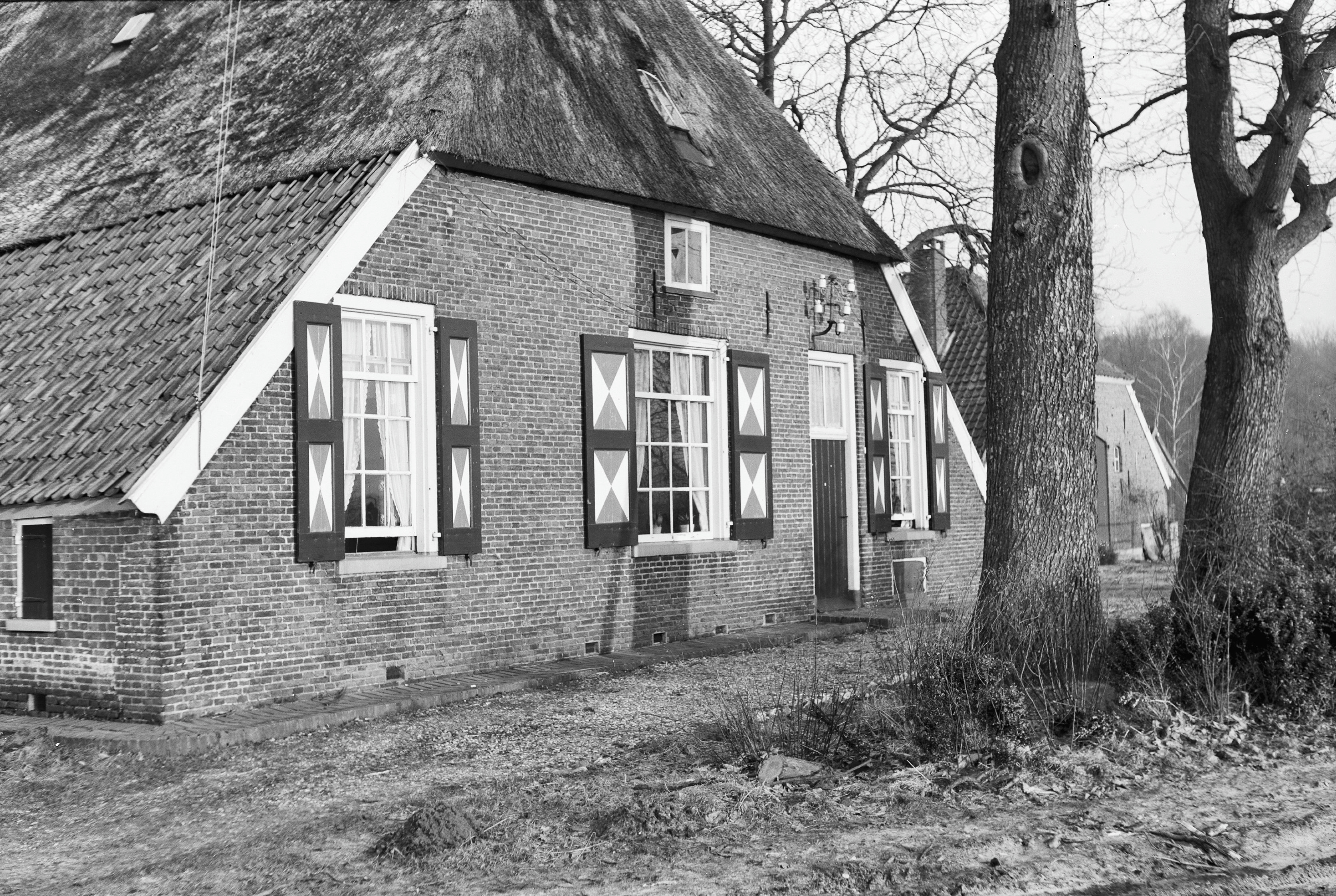
Erve Eertkamp, Oxerhoflaan 2, in 1966
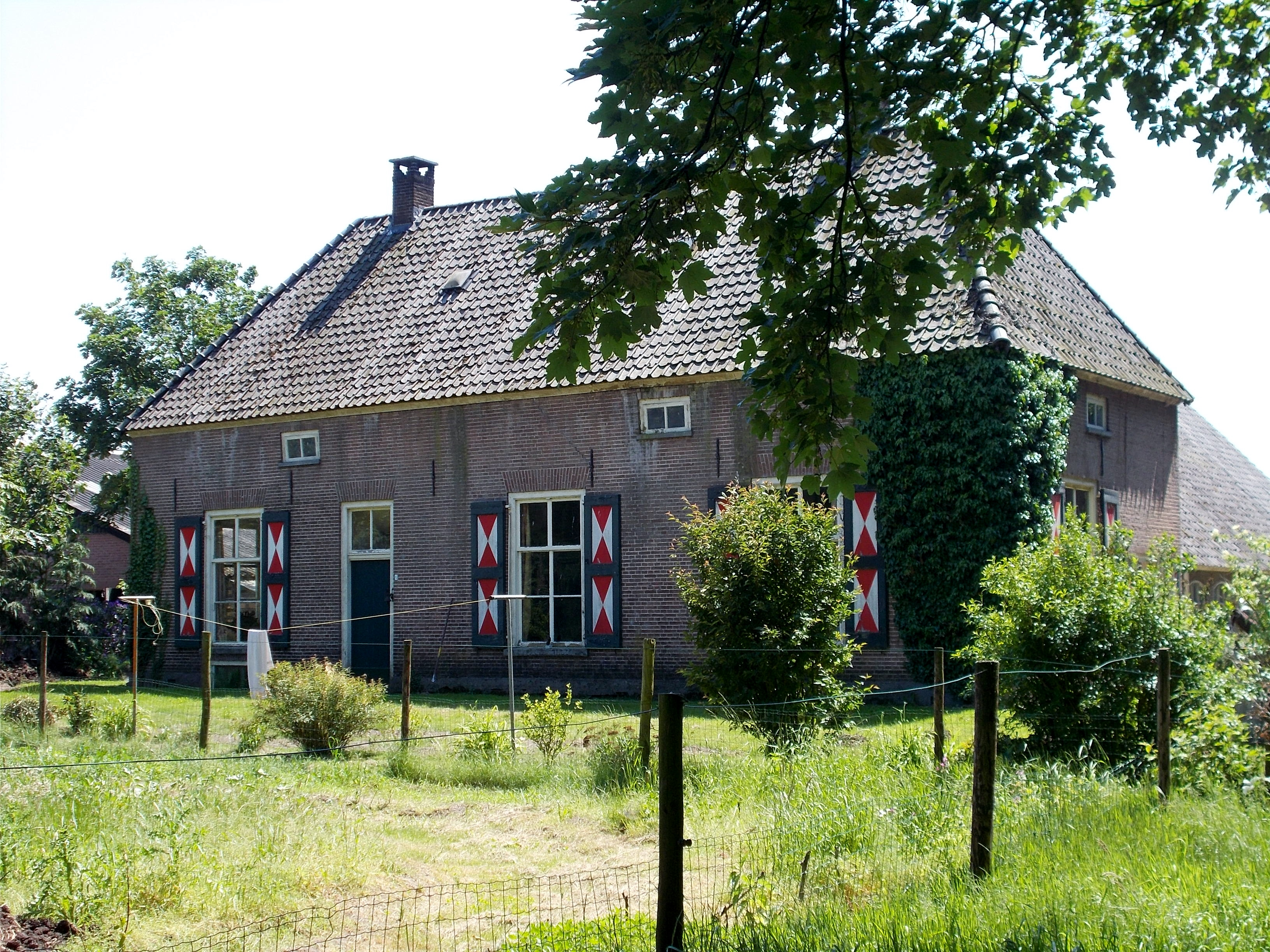
Oxerhoflaan 5, boerderij uit 1750 in 2015
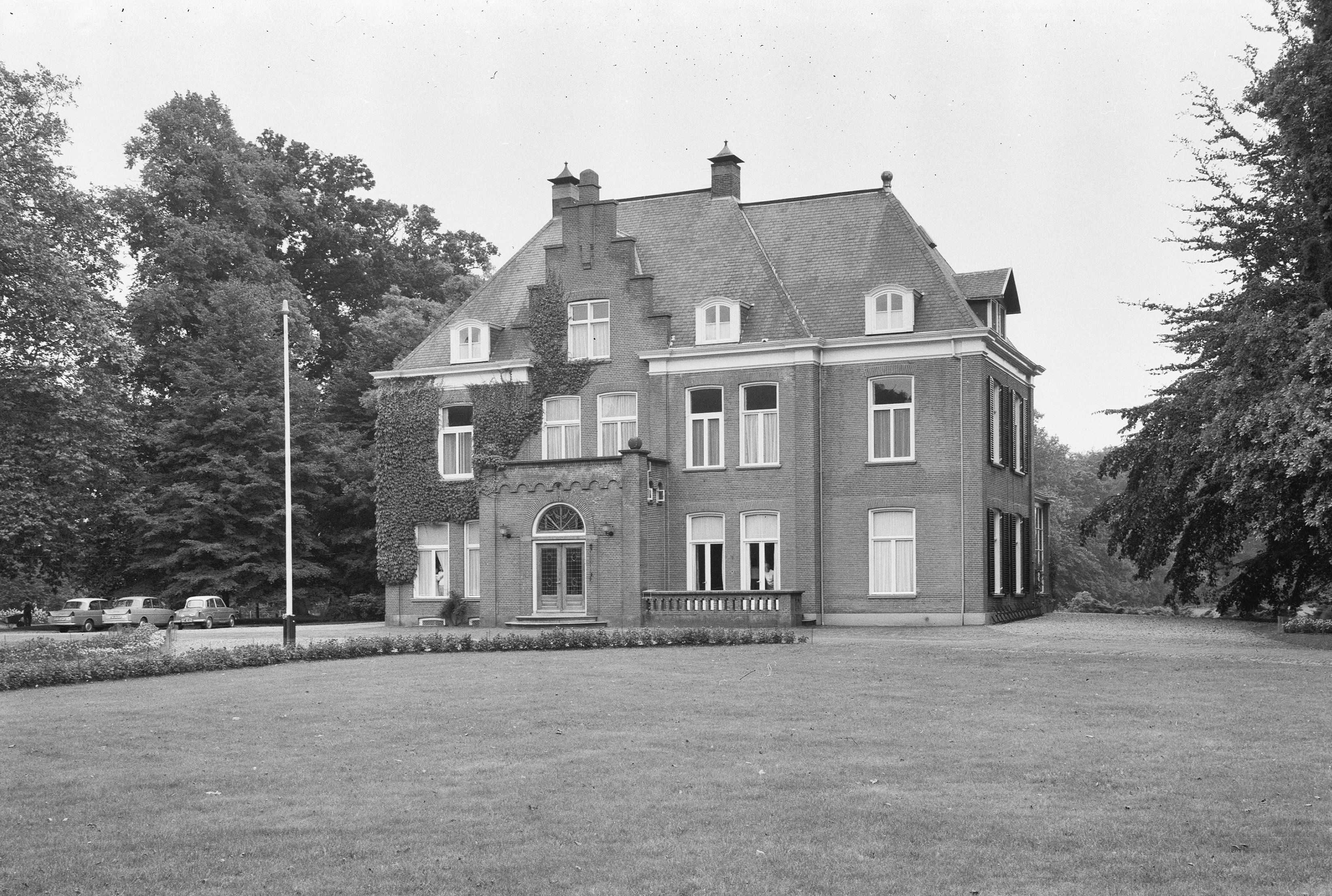
Oxerhof in 1965
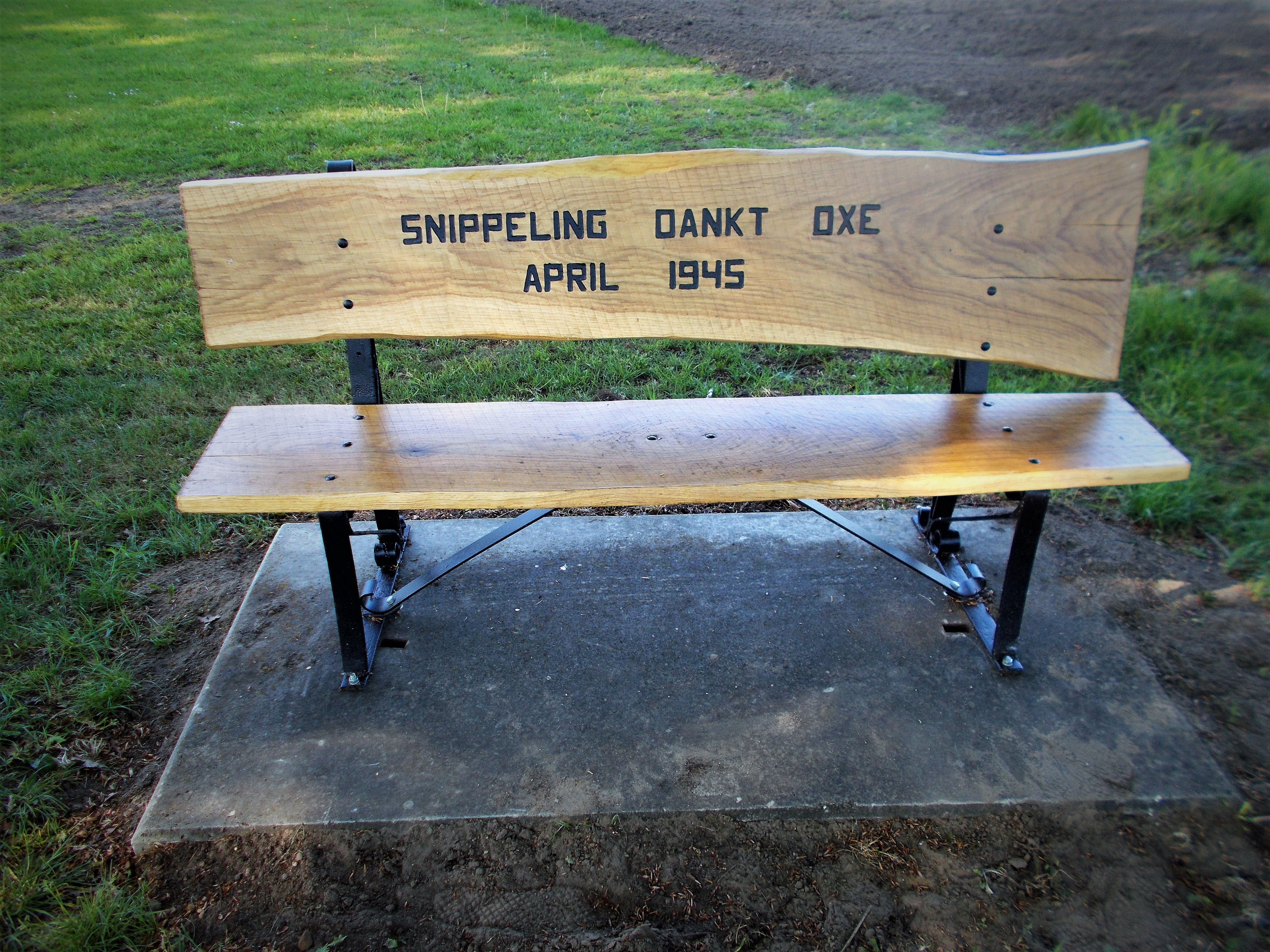
Bedankbank, vernieuwd in 2020